# Ducato di Meclemburgo-Strelitz
Il Ducato di Meclemburgo-Strelitz fu uno stato del Sacro Romano Impero dal 1701 al 1815.

## Storia
Il ducato di Meclemburgo-Strelitz fu fondato nel 1701 a vantaggio di un ramo collaterale della dinastia dei Meclemburgo. Al suo interno era suddiviso in una serie di regioni amministrative: il principato di Ratzeburg posto a sud ovest di Lubecca, la signoria di Stargard a sud-ovest del Meclemburgo con gli Stati di Neubrandenburg, Friedland, Woldegk, Strelitz, Stargard, Fürstenberg e Wesenberg, insieme alle contee di Mirow e Nemerow.
Lo stato era retto dalla famiglia dei Meclemburgo-Strelitz, una linea collaterale della casata di Meclemburgo. Il sovrano godeva del titolo di duca di Meclemburgo.